# 尤雷
尤雷（西班牙語：Yurre）是西班牙巴斯克自治区比斯开省的一个市镇。总面积17平方公里，总人口3857人（2001年），人口密度227人/平方公里。